# 미할 비벡

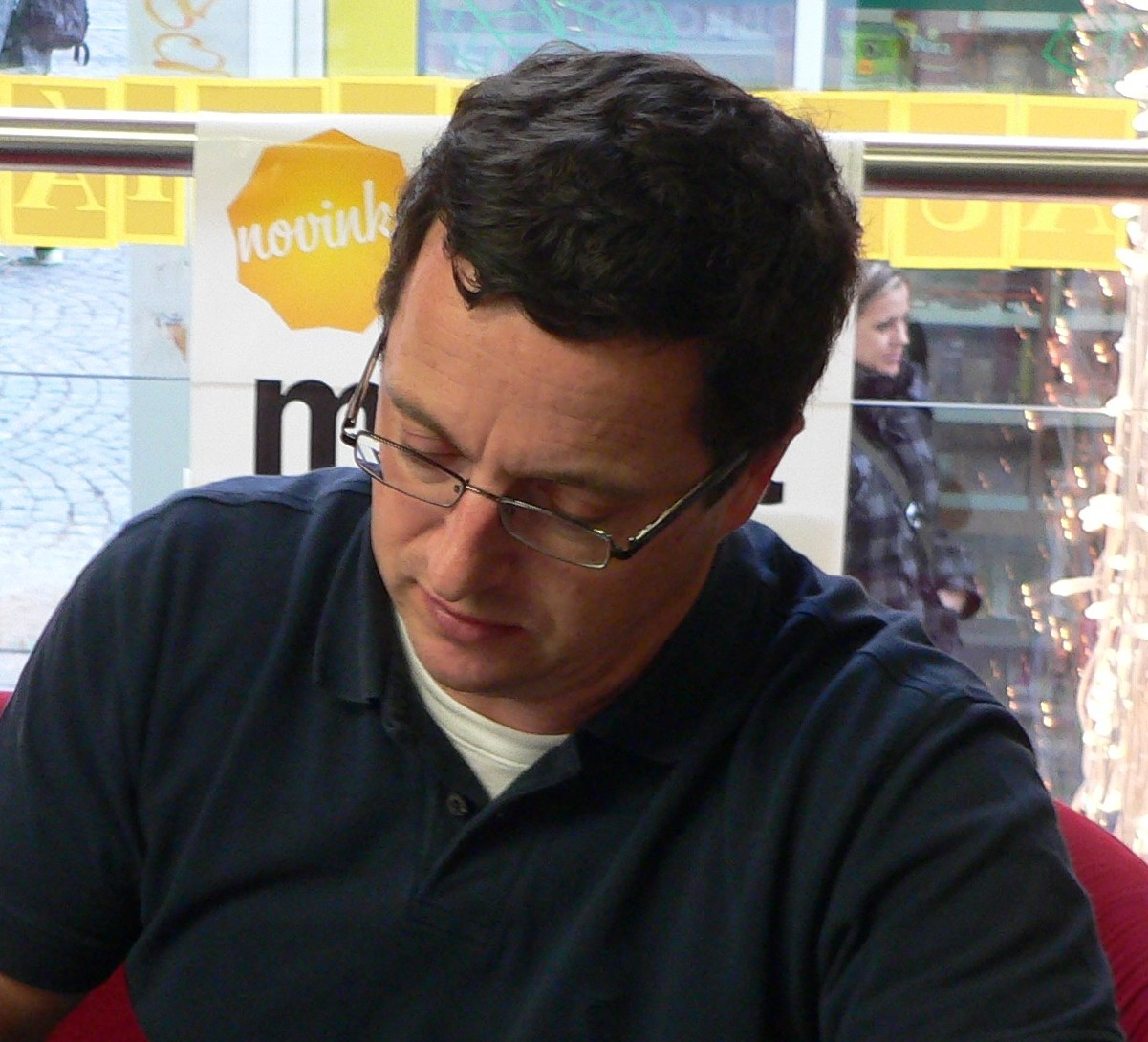
Michal Viewegh

미할 비벡(Micahl Viewegh, 1962년 3월 31일 - )은 체코어 작가이자 출판인으로 1990년대 이후 가장 인기있는 젊은 작가이다. 가벼운 이야기로 많은 독자를 확보한 베스트셀러 작가가 되었지만 비평가들로부터는 우호적인 평가를 듣지 못하고 있다.

## 생애
프라하에서 화학자인 아버지와 법조인 어머니 사이에서 태어났다.
1980년 김나지움을 졸업하고 Vysoká škola ekonomická (경제 고등 학교, 대학에 대항)에서 경제학을 공부하던 중 이를 중단하고 프라하 카렐 대학교 철학부에서 체코어와 교육학을 전공한다. 1988년 공부를 마친다.
이미 공부를 시작하던 1983년부터 Mladá fronta (믈라다 프론타, 청년 전선)에 단편을 낸다. 대학을 마친 후에는 전공을 살려 짧은 기간 동안 프라하 5구의 초등학교에서 교편을 잡았으나 1993년에 교사 생활을 포기한다. 출판사 Český spisovatel (체스키 스피소바텔, 체코 작가)에서 2년간 편집인으로 일하고 이후에는 작업 작가로 활동한다.
장편 소설 이외에 문학 작품의 패러디를 쓰기도 했다. 1993년에는 이르지 오르텐 (Jiří Orten) 상을 수상하였다. 최근 몇 년간 매년 봄마다 새로운 책을 내고 있으며 약 5만부가 팔리고 있다.
비벡의 작품들 중 가장 널리 알려진 것은 Báječná léta pod psa (1992년, 개 같은 끝내주는 시절)과 Výchova dívek v Čechách (1994년, 체코에서 소녀 교육)이다. 비벡의 작품은 유럽 내 여러 언어로 번역되었다.

## 작품

### 소설
- Názory na vraždu (살인에 대한 의견), 1990년 - 첫 작품. 중편 소설. 여교사 살인 사건에 얽힌 추리 소설의 구성을 띠고 있다.
- Báječná léta pod psa, 1992년 - 자전적 소설. 노르말리자쩨 (normalizace) 시기부터 공산주의 몰락 이후까지의 풍경을 보여준다. 1997년 영화감독 페트르 니콜라예프 (Petr Nikolaev)에 의해 영화화.
- Výchova dívek v Čechách, 1994년 - 비극적인 러브스토리의 형식으로 1989년 혁명 이후의 교육 조건을 풍자; 1996년 영화감독 페트르 콜리하 (Petr Koliha)에 의해 영화화.
- Účastníci zájezdu, 1996년 - 아드리아해로 관광 버스를 타고 여행을 떠나는 다양한 사람들의 만남을 통해 인관 관계의 어두운 면을 그리고 있다.
- Zapisovatelé otcovský lásky, 1998년 - román o rodině mladého devianta
- Román pro ženy, 2001년 - 2005년 필립 렌치 (Filip Renč)에 의해 영화화.
- Báječná léta s Klausem, 2002년 - 성공적인 소설이었던 Báječných let pod psa의 계속. 제목의 Klaus는 바츨라프 클라우스 대통령을 말함.
- Případ nevěrné Kláry, 2003년 - román; populární spisovatel si najme soukromého detektiva aby na sledování svojí manželky
- Vybíjená, 2004년 - román sledující osudy několika spolužáků z gymnázia od jejich mládí až do čtyřicítky
- Tři v háji, 2004년 - 장편. 할리나 파블로프스카 (Halina Pawlowská), 이바 헤르찌코바 (Iva Hercíková)와 미할 비벡의 공동 작품.
- Lekce tvůrčího psaní, 2005년 - v této knize zúročil zkušenosti z lekcí tvůrčího psaní, které vyučuje na Literární akademii Josefa Škvoreckého

### 패러디
- Nápady laskavého čtenáře, 1993년 - 체코를 비롯한 세계 여러 나라 유명 작품의 패러디 모음으로 밀란 쿤데라, 보후밀 흐라발, 요셉 슈크보레츠키, 헤밍웨이, 헨리 밀러 등을 패러디하였다.
- Nové nápady laskavého čtenáře, 2000년 - 두 번째 패러디 모음

### 단편
- Povídky o manželství a o sexu, 1999년

### 신문 문예란
- Švédské stoly aneb Jací jsme, 2000년 - 신문 문예란에 쓴 글 모음
- Na dvou židlích, 2003년 - 리도베 노비니 (Lidové noviny)의 문예란에 2002년 - 2003년 사이에 쓴 글 모음